# Kajs (Sadik)
Kajs, nazwisko świeckie Sadik (ur. 1954 w Ammanie) – duchowny prawosławnego Patriarchatu Antiocheńskiego, od 2014 biskup pomocniczy metropolii Damaszku.

## Życiorys
Studiował teologię i prawo na Uniwersytecie Bukareszteńskim. Święcenia diakonatu otrzymał w 1986, a prezbiteratu – w 1988 r. W 1990 r. podniesiony do godności archimandryty.
Chirotonię biskupią otrzymał 23 listopada 2014 jako biskup tytularny Erzurum.